# Коштангалія (Чимішлійський район)
Коштангалія (рум. Coștangalia) — село в Молдові в Чимішлійському районі. Входить до складу комуни, центром якої є село Єкатериновка.